# Circuit Franco-Belge 2009
Il Circuit Franco-Belge 2009, settantunesima edizione della corsa, si svolse dal 1º al 4 ottobre 2009 su un percorso di 764 km ripartiti in 4 tappe, con partenza da Templeuve e arrivo a Tournai. Fu vinto dallo statunitense Tyler Farrar della Garmin-Slipstream davanti al belga Tom Boonen e al britannico Roger Hammond.

## Tappe
| Tappa  | Data       | Percorso             | km    | Vincitore di tappa | Leader cl. generale |
| ------ | ---------- | -------------------- | ----- | ------------------ | ------------------- |
| 1ª     | 1º ottobre | Templeuve > Mouscron | 213,6 | Tyler Farrar       | Tyler Farrar        |
| 2ª     | 2 ottobre  | Maubeuge > Poperinge | 225,7 | Tyler Farrar       | Tyler Farrar        |
| 3ª     | 3 ottobre  | Antoing > Ichtegem   | 178   | Tom Boonen         | Tyler Farrar        |
| 4ª     | 4 ottobre  | Mons > Tournai       | 147,1 | Juan José Haedo    | Tyler Farrar        |
| Totale | Totale     | Totale               | 764   |                    |                     |

## Dettagli delle tappe

### 1ª tappa
- 1º ottobre: Templeuve > Mouscron – 213,6 km

| Pos. | Corridore         | Squadra    | Tempo    |
| ---- | ----------------- | ---------- | -------- |
| 1    | Tyler Farrar      | Garmin     | 5h15'42" |
| 2    | Danilo Napolitano | Katusha    | s.t.     |
| 3    | Tom Boonen        | Quick Step | s.t.     |

| Pos. | Corridore         | Squadra    | Tempo    |
| ---- | ----------------- | ---------- | -------- |
| 1    | Tyler Farrar      | Garmin     | 5h15'32" |
| 2    | Danilo Napolitano | Katusha    | a 4"     |
| 3    | Tom Boonen        | Quick Step | a 6"     |

### 2ª tappa
- 2 ottobre: Maubeuge > Poperinge – 225,7 km

| Pos. | Corridore      | Squadra           | Tempo    |
| ---- | -------------- | ----------------- | -------- |
| 1    | Tyler Farrar   | Garmin            | 5h57'09" |
| 2    | Alexandre Usov | Cofidis           | s.t.     |
| 3    | Jimmy Casper   | Besson Chaussures | s.t.     |

| Pos. | Corridore         | Squadra       | Tempo     |
| ---- | ----------------- | ------------- | --------- |
| 1    | Tyler Farrar      | Garmin        | 11h12'31" |
| 2    | Kris Boeckmans    | Silence-Lotto | a 12"     |
| 3    | Danilo Napolitano | Katusha       | a 14"     |

### 3ª tappa
- 3 ottobre: Antoing > Ichtegem – 178 km

| Pos. | Corridore     | Squadra    | Tempo    |
| ---- | ------------- | ---------- | -------- |
| 1    | Tom Boonen    | Quick Step | 3h52'37" |
| 2    | Roger Hammond | Cervélo    | s.t.     |
| 3    | Tyler Farrar  | Garmin     | s.t.     |

| Pos. | Corridore     | Squadra    | Tempo     |
| ---- | ------------- | ---------- | --------- |
| 1    | Tyler Farrar  | Garmin     | 15h05'04" |
| 2    | Tom Boonen    | Quick Step | a 10"     |
| 3    | Roger Hammond | Cervélo    | a 18"     |

### 4ª tappa
- 4 ottobre: Mons > Tournai – 147,1 km

| Pos. | Corridore          | Squadra   | Tempo    |
| ---- | ------------------ | --------- | -------- |
| 1    | Juan José Haedo    | Saxo Bank | 3h22'29" |
| 2    | Yauheni Hutarovich | FDJ       | s.t.     |
| 3    | Roger Hammond      | Cervélo   | s.t.     |

| Pos. | Corridore     | Squadra    | Tempo     |
| ---- | ------------- | ---------- | --------- |
| 1    | Tyler Farrar  | Garmin     | 18h27'33" |
| 2    | Tom Boonen    | Quick Step | a 8"      |
| 3    | Roger Hammond | Cervélo    | a 14"     |

## Classifiche finali

### Classifica generale
| Pos. | Corridore          | Squadra           | Tempo     |
| ---- | ------------------ | ----------------- | --------- |
| 1    | Tyler Farrar       | Garmin-Slipstream | 18h27'33" |
| 2    | Tom Boonen         | Quick Step        | a 8"      |
| 3    | Roger Hammond      | Cervélo TestTeam  | a 14"     |
| 4    | Juan José Haedo    | Team Saxo Bank    | a 20"     |
| 5    | Steven de Jongh    | Quick Step        | a 21"     |
| 6    | Lloyd Mondory      | Ag2r-La Mondiale  | a 23"     |
| 7    | Danilo Napolitano  | Team Katusha      | a 24"     |
| 8    | Stefan van Dijk    | Veranda's Willems | s.t.      |
| 9    | Alexandre Usov     | Cofidis           | s.t.      |
| 10   | Yauheni Hutarovich | FDJ               | s.t.      |